# Папа Пије I
Пије I је први римски папа (око 140 - 154) са именом Пије (латински - побожан, умилан, понизан) које ће се до данас међу папама јављати дванаест пута. 
За овог Пија зна се да је дошао из града Аквеле из провинције Фурланије (Италија). Више извора за њега каже да је био образован и већ рукоположен за свештеника када је с братом Ермом дошао у Рим. Тврди се да му је брат Ерма у Риму написао теолошко дело Il pastore. У том сачуваном делу Ерма позива све хришћане на јединство, морал вере, праштање и кајање за недела, посебно она учињена након крштења. Ово је веома значајно јер су у то доба Кердон из Сирије као и Карпократ из Александрије  вршили снажан прозелитски утицај на вернике у Риму. Уз помоћ свог сарадника Јустина (проглашен је за свеца) Пије I је одолевао тим налетима, посебно онима који су долазили из редова јудаиста. Јустин је познат и по теолошком делу Дијалог са Трифоном. Пију I приписује се одлука да се Васкрс слави на западу у првој недељи марта после пуног Месеца за разлику од празновања на истоку и код Јевреја - на дан првог пуног Месеца у марту. То ће изазвати један од првих теолошких спорова између Истока и Запада. Познати италијански историчар с краја XIX и XX века Петраи у свом делу Десет папа под именом Пије описује Пија I као скромног човека, склоног аскетском начину живота:
Живео је од хлеба, воде и воћа јер сви поседи и добра служе само богу и његовом култу, а не за друге користи. Под строгу казну дошли би сви свештеници за које би се открило да живе у конкубинату.— Десет папа под именом Пије
Пије Први био је епископ у време цара Антонина Пија који беше прилично толерантан према хришћанима тако да нема докумената који би потврдили мучеништво било којег хришћанина тог доба. Петраи наводи могућност да је Пије I убијен јер је многим хришћанима сметао његов ригоризма. Међутим, та теза нема потврде у доступним изворима. За историчаре је још увек непознаница како је окончан живот папе Пија Првог.